# Limes Arabicus

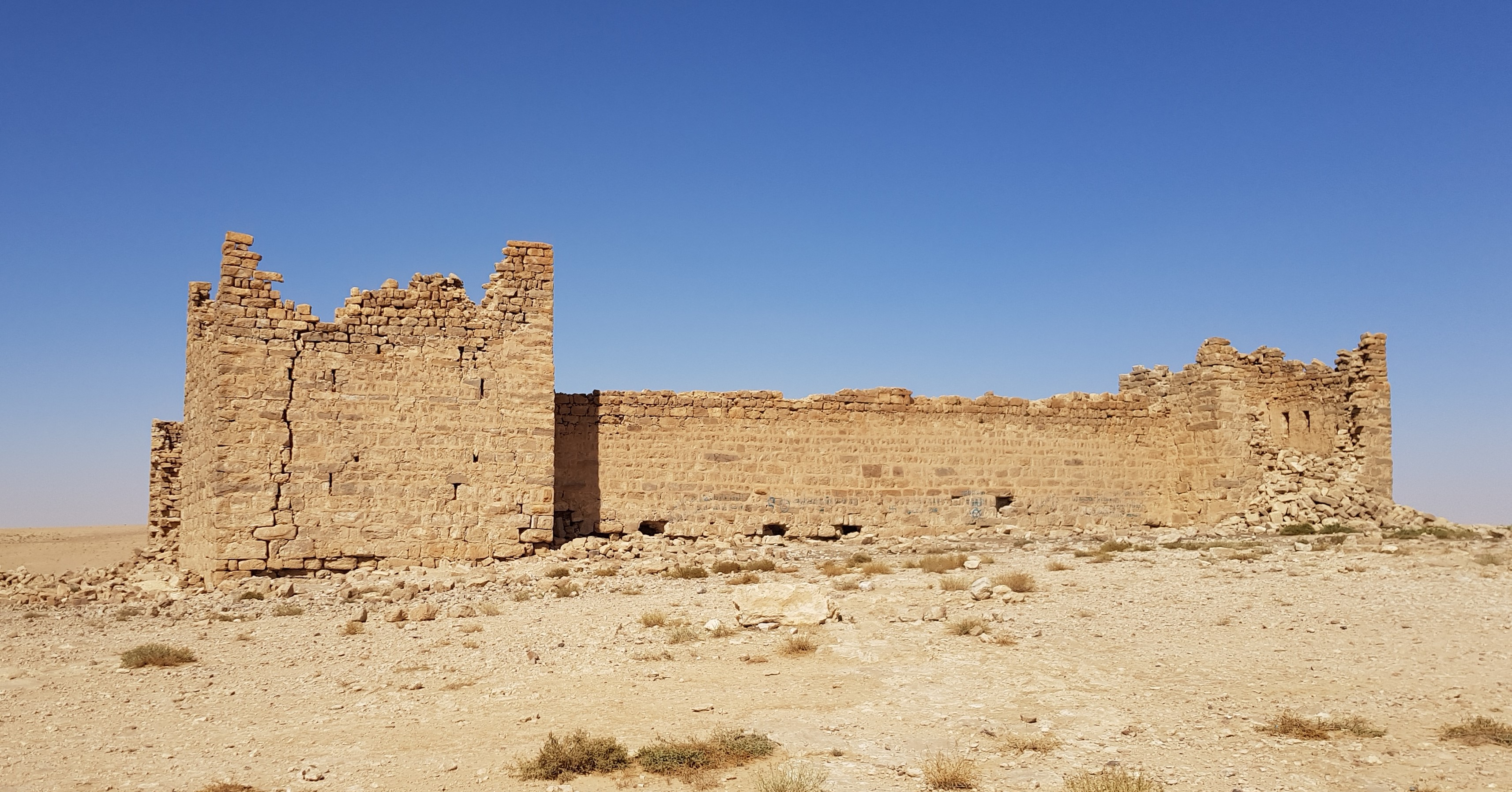
De ruïnes van het laat-Romeinse fort Qasr Bshir (Praetorium Mobeni) in het huidige Jordanië.

De Limes Arabicus (Nederlands: Arabische grens) was de oostelijke grens (limes) van het Romeinse Rijk. Een ander naam voor deze grens was Limes Orientalis en het zuidelijke stuk werd ook wel Limes Palaestina genoemd. De grens had een lengte van 1500 km en liep tussen het noorden van het huidige Syrië naar het zuiden van het huidige Jordanië. Langs de limes werden verschillende forten en grensplaatsen gebouwd.
De Limes Arabicus is aangelegd om de Romeinse provincies Arabia Petraea en Syria te beschermen tegen invallende Arabische stammen en het buurland Perzië. De limes werd verdedigd door grenstroepen, de limitanei.
De Limes Arabicus werd aangelegd nadat keizer Trajanus dit gebied veroverd had in 106. Direct naast de grens bouwde Trajanus een grote weg, de Via Traiana Nova. Deze weg liep van Bostra in Syria tot Aila. Een andere weg was de Strata Diocletiana. 
De Limes begon in de noordelijke vestiging Singara (in het huidige Irak). Na Sura, de laatantieke legerplaats aan de Eufraat, volgde de Limes de Strata Diocletana. Andere grensplaatsen waren Resafa, Palmyra, Callinicum en Bosra. In het huidige Jordanië liep de grens langs Qasr Hallabat, Mobene en verder langs de Via Traiana Nova richting Petra en Aila (het huidige Akaba).